# Октябрьский (Венёвский район)
Октябрьский — посёлок в Венёвском районе Тульской области России.
В рамках административно-территориального устройства входит в Бельковский сельский округ Венёвского района, в рамках организации местного самоуправления включается в Грицовское сельское поселение.

## География
Расположен в 29 км к востоку от Тулы и в 18 км к юго-западу от райцентра, города Венёв.

## Население
| 2002 | 2010 |
| ---- | ---- |
| 155  | ↘141 |

Население — 141 чел. (2010).